# Sandro Tovalieri
Sandro Tovalieri (ur. 25 lutego 1965 w Pomezia) – włoski piłkarz, grający na pozycji napastnika, trener piłkarski. Przez lata jako piłkarz był nazywany Kobra.

## Kariera piłkarska

### Kariera klubowa
Wychowanek klubu Roma, w barwach której w 1982 rozpoczął karierę piłkarską. W debiutanckim sezonie 1982/83 nie zagrał żadnej minuty w podstawowym składzie rzymskiego klubu i w kolejnych dwóch sezonach grał na wypożyczeniu w Pescara i Arezzo. Latem 1986 przeszedł do Avellino, a po roku wrócił do Arezzo. Od 1990 występował w klubach Ancona, Bari, Atalanta, Reggiana, Cagliari, Sampdoria, Perugia i Ternana. W 1999 ponownie został piłkarzem Reggiany, w której po roku zakończył karierę piłkarską.

### Kariera reprezentacyjna
W latach 1984–1985 roku występował w młodzieżowej reprezentacji Włoch.

## Kariera trenerska
Po zakończeniu kariery piłkarza w 2005 rozpoczął pracę trenerską w klubie Roma, gdzie trenował drużyny juniorskie różnych kategorii wiekowych. W 2014 roku został honorowym prezesem kobiecej drużyny piłkarskiej Res Roma. Od sierpnia 2017 do stycznia 2018 pracował z juniorami United Sly Bari. Od maja do października 2018 stał na czele amatorskiego zespołu Soccer Modugno.

## Sukcesy i odznaczenia

### Sukcesy klubowe
Roma
- zdobywca Pucharu Włoch: 1996